# کیکی هاکنسون
کیکی هاکنسون (انگلیسی: Kiki Håkansson; ۱۷ ژوئن ۱۹۲۹ – 2011) یک مانکن و ملکه زیبایی اهل سوئد بود. او در سال ۱۹۵۱ برنده اولین دوره مسابقات دوشیزه دنیا بود.